# La alegría de la huerta (película de 1996)
La alegría de la huerta es una producción televisiva basada en la zarzuela del Maestro Chueca (La alegría de la huerta) y el libreto de Enrique García Álvarez y Antonio Paso. Estrenada en 1996 en color.

## Argumento
Carola y Alegrías se conocen desde niños y dan por hecho que se casarán, hasta que la familia de Carola anuncia su matrimonio de conveniencia con Juan, hijo de un hacendado local. Alegrías es tímido y no desea privar a su amada de un futuro de riqueza, pero el amor que esta siente por él la empujan a deshacer el compromiso y a confesar su amor por Alegrías.